# ШВ Рид
ШВ Рид е австрийски футболен отбор от град Рид им Инкрайс. Тимът играе на най-високото ниво на австийския клубен футбол – Бундеслигата. Носител на купата на Австрия за 1998 и 2011 г.

## Успехи
- Вицешампион на Австрия (1): 2007
- Носител на Купата на Австрия (2): 1998, 2011

## Български футболисти
- Венелин Петков: 2003 – (0 мача - 0 гола)